# Зия Гёкальп
Зия Гёкальп (тур. Ziya Gökalp, 23 марта 1876, Чермик — 25 октября 1924, Константинополь) — псевдоним Мехмед Зия (тур. Mehmed Ziya) — турецкий писатель, поэт, социолог и политический деятель. После революции младотурок в 1908 году Мехмед Зия принимает имя Гёкальп («небесный герой»).

## Биография
Зия Гёкальп родился в семье этнических туркоман. Некоторые исследователи (Э. Ю. Гасанова и др.) говорят о его курдских корнях, однако он и его турецкие биографы указывали, что его предки происходят из небольшого населённого турками города Чермик к северо-западу от Диярбакыра.
После смерти отца образованием Мехмеда занялся его дядя Хасиб-эффенди, давший ему представление о нормах ислама и выучивший арабскому и персидскому языкам. Мехмед ходил в школу в Диярбекире, откуда в 1896 году переехал в Константинополь. Столкновение мистики и современной науки в его сознании и нежелание дяди поддержать его намерение получить высшее образование подвигли его к попытке самоубийства, от которого Зию отговорил его друг Абдулла Джевдет. В итоге Зия стал учиться в ветеринарной школе и, будучи вовлечён в подпольный младотурецкий кружок, в 1899 году был арестован, на 10 месяцев попал в тюрьму. Затем был выслан из Константинополя в Диярбекир.
Познакомившись со многими участниками младотурецкого движения, Мехмед Зия вступил в партию «Единение и прогресс». После младотурецкого переворота 1908 года Мехмед Зия принимает громкое имя Гёкальп («небесный герой»). В том же году возглавил Диярбекирское отделение партии «Единение и прогресс», а в 1909 г., переехав в Салоники, был выбран в Центральный комитет партии. Издавал в Салониках журналы Genç Kalemler (Молодые писатели) и Yeni Felsefe Mecmuası (Сборник новой философии). Дал путевку в жизнь известному впоследствии журналисту и социологу Ахмету Эмину.
В 1912 г. Зия Гёкальп вернулся в Стамбул, где стал первым профессором социологии университета Дар-уль-Фунун. В это время он познакомился с интеллектуалами из Казани, Закавказья и Крыма — и стал ведущим идеологом пантюркизма, пытался обосновать необходимость объединения под эгидой Турции всех тюркоязычных народов и даже народов всей угро-финской группы в единую мега-державу «Туран».

В 1913 году Зия Гёкальп стал заместителем министра внутренних дел Талаат-паши. В 1914 году Зия Гёкальп заявил, что именно турок является тем «сверхчеловеком», о котором мечтал Ницше. В отношении ислама Зия Гёкальп высказывался в том смысле, что его догмы препятствуют прогрессу турецкого общества. Однако официально никогда не позиционировал себя атеистом. В области геополитики, имея далеко идущие замыслы по Кавказу, Крыму и Туркестану, Талаат и Гёкальп участвовали в разработке военно-политического проекта «Туран Йолу» (Дорога в Туран). Зия Гёкальп разделяет с Талаат-пашой ответственность за депортацию и геноцид мирного армянского населения. Зия Гёкальп находил полезным, чтобы имущество уничтоженных армянских предпринимателей перешло к туркам. По свидетельству немецкого чиновника, которого Первая мировая война застала в анатолийской области Муш, 
Ещё в конце октября 1914 года, когда для турок началась война, турецкие чиновники начали отбирать у армян всё, в чём турки нуждались для ведения войны. Их имущество, их деньги - всё было конфисковано. Позднее каждый турок мог войти в армянский магазин и взять то, в чём он нуждался или что хотел бы иметь.
 Установка на геноцид была дана в шифрованной телеграмме Энвер-паши от 27 февраля 1915 г., конкретные же меры по «окончательной ликвидации» армян были прописаны в секретной директиве Талаат-паши и Энвер-паши от 15 апреля 1915 г. Геноцид армянского населения начался в анатолийском городе Зейтун 24 апреля 1915 года.
В 1919 году Зия Гёкальп был выслан британскими оккупационными властями из Стамбула на Мальту, где провёл два года. После возвращения в Турцию примкнул к кемалистам.
С 1923 года — депутат турецкого парламента от Диярбакыра. Входил в Великое национальное собрание Турции.

## Политические идеи
Гёкальп выступал за тюркизацию Османской империи путём распространения турецкого языка и культуры на этнические меньшинства, а также благодаря идеям пантюркизма и туранизма, которые трактовались как «культ национализма и модернизации». После Первой мировой войны Гёкальп пришёл к отрицанию османизма и исламизма, будучи убеждённым в неизбежности победы турецких националистов. Поздние работы Гёкальпа легли в основу кемализма, реформ, проводившихся Кемалем Ататюрком. Его наследие определило идеи современного турецкого национализма.